# Kanton Sceaux
Kanton Sceaux (fr. Canton de Sceaux) je francouzský kanton v departementu Hauts-de-Seine v regionu Île-de-France. Tvoří ho dvě obce.

## Obce kantonu
- Châtenay-Malabry (část)
- Sceaux